# Carl Streckfuss
Adolf Friedrich Carl Streckfuss, född den 20 september 1779 i Gera, död den 26 juli 1844 i Berlin, var en tysk skald och översättare. 
Streckfuss studerede juridik 1797–1800 i Leipzig, levde en tid i Trieste och Wien, senare som advokat i Zeitz. Han blev 1807 sekreterare vid stiftsregeringen där och 1812 i Dresden. År 1819 utnämndes han till överregeringsråd i Berlin och blev 1840 medlem av statsrådet. Hans egna arbeten — Gedichte (1804), eposet Ruth, tragedin Belmonte, romanerna Klementine Wallner och Julie von Lindau, Erzählungen och Neuere Dichtungen — är inte särskilt märkvärdiga, men genom sina översättningar från italienskan (Ariostos Rasender Roland, Tassos Befreites Jerusalem och Dantes Göttliche Komödie) vann han ett ansett namn. Hans son Adolf Streckfuss (1823–1895) skrev främst historiska romaner. Bland dem märks Friedrich der Erste und die Quitzows (1859) och Die von Hohenwald.